# 龚积柄

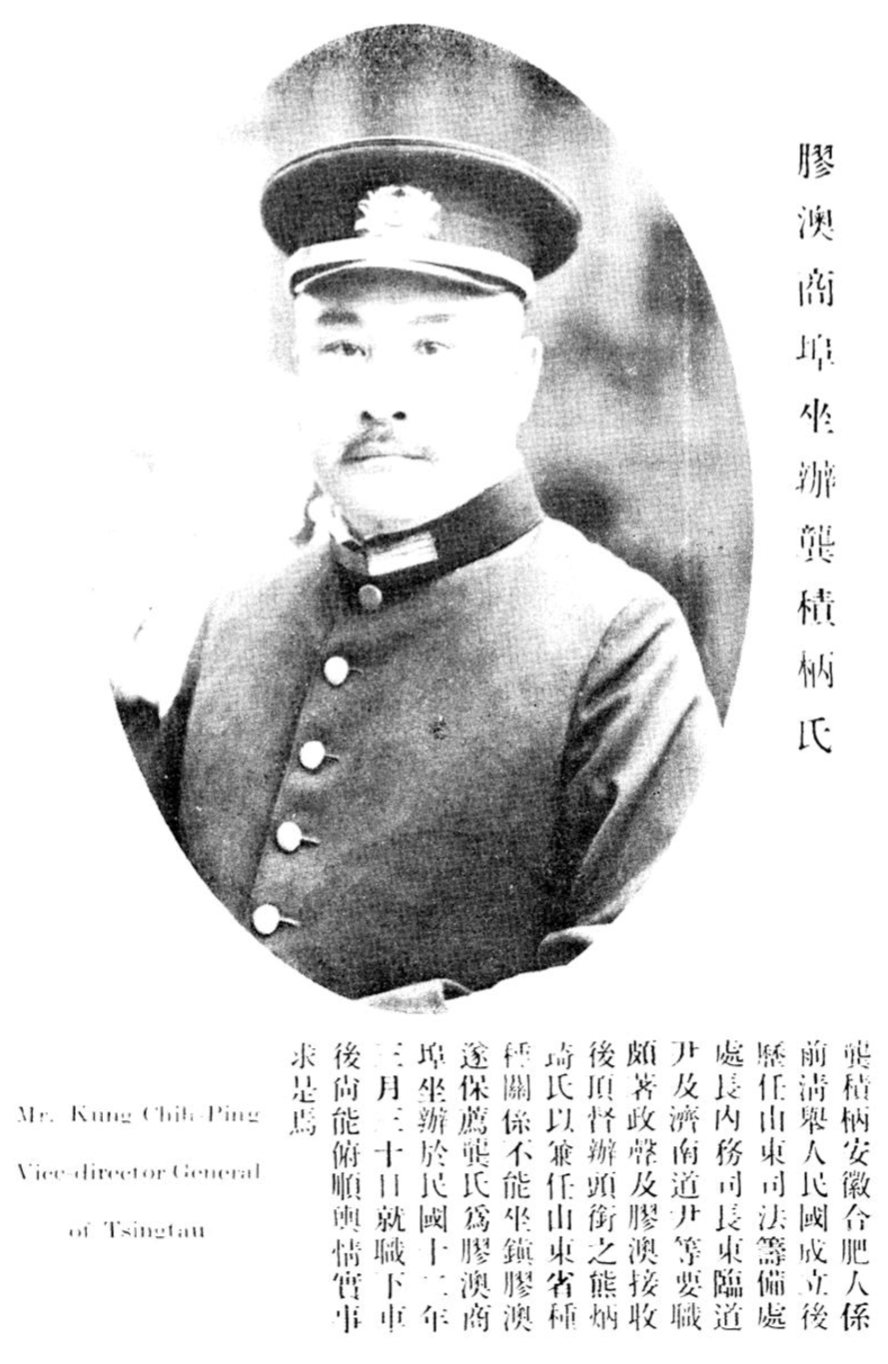
龚积柄，时任胶澳商埠坐办，约1924年

龚积柄（1871年—1934年），又名龚明贤，字伯衡，男，安徽合肥人，清朝及中华民国政治人物。

## 生平
龚积柄是清朝举人。毕业于山东法政学堂。宣统元年（1909年）十一月，他署山东高等审判厅厅丞。
中华民国成立后，1912年6月署山东提法使，同年7月兼理山东盐运使。1913年1月，他署山东司法筹备处处长，10月出任山东内务司司长。1914年2月，他护理山东民政长，同年5月护理山东巡按使，6月任山东东临道道尹。1920年8月，他转任山东济南道道尹。1921年8月转任山东财政厅厅长，12月去职。1924年3月，他重新出任山东省财政厅厅长，同年11月兼护理山东省省长。1925年2月，他担任山东省省长，7月去职。此后他寓居天津。
1934年，龚积柄因脑溢血逝世。

## 家庭
父亲龚彦师，异母弟龚意农，妹妹龚夕涛。妻子余氏；女儿林佑（原名龚维懿），抗战时期加入新四军，后任中国科技大学党委委员、无线电系总支书记、系副主任、轻工业部工艺总公司副总经理、部咨委委员；女婿耿青（羊枣之子），原名杨朝汉，抗战时期加入新四军，后任国防部五院党委常委、科技部部长，1955年大校军衔，成为钱学森的科技组织工作助手。